# Wizlaw II.

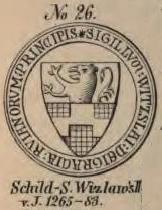
Schildsiegel des Rügenfürsten Wizlaw II. aus 1265 – Umzeichnung Theodor Pyl 1894

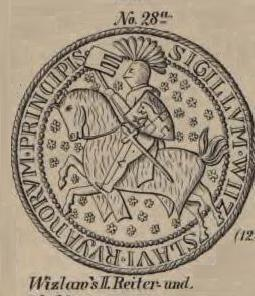
Reitersiegel des Rügenfürsten Wizlaw II. aus 1284 – Umzeichnung Theodor Pyl 1894

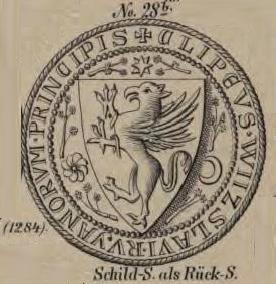
Rücksiegel des Rügenfürsten Wizlaw II. aus 1284 – Umzeichnung Theodor Pyl 1894

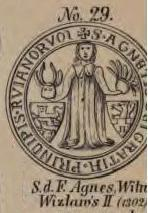
Siegel der Fürstin Agnes – Frau des Rügenfürsten Wizlaw II. aus 1302 – Umzeichnung Theodor Pyl 1894

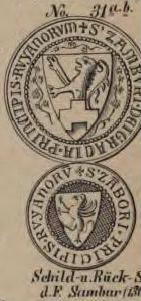
Schild- und Rücksiegel des Rügen-Prinzen Sambor aus 1302 – Sohn von Witzlaw II. – Umzeichnung Theodor Pyl 1894

Wizlaw II. (* um 1240; † 29. Dezember 1302 in Oslo) war ein Fürst von Rügen.

## Leben
Wizlaw wurde wahrscheinlich zwischen 1240 und 1245 als Sohn des rügischen Fürsten Jaromar II. und der Euphemia, Tochter des Herzogs Swantopolk II. von Pommerellen geboren. Nachdem sein Vater, der in Dänemark an Kämpfen zwischen dem dänischen Königshaus und dem damaligen Erzbistum Lund auf Seiten der Kirche teilgenommen hatte, 1260 aus Rache von einer Frau erdolcht worden war, wurde Wizlaw regierender Fürst von Rügen. 
Wizlaw II. unterhielt seit Beginn seiner Herrschaft gute Beziehungen zur Hansestadt Lübeck, deren Kaufleute er von Zollabgaben innerhalb seines Fürstentums befreit hatte, und erneuerte 1266 die bestehenden Handelsverträge. Der in seinem Herrschaftsbereich liegenden Stadt Stralsund kam er entgegen, indem er 1269 seiner von ihm in unmittelbarer Nähe Stralsunds errichteten Stadt Schadegard die Rechte entzog und die als Konkurrenz zu Stralsund gegründete Stadt aufgab. 
Wahrscheinlich über Ansprüche auf das Heiratsgut seiner Mutter, einer Tochter des Herzogs Swantopolk II. von Pommerellen, gelangte er 1270 in den Pfandbesitz des Landes Schlawe. Möglicherweise im gleichen Jahr, spätestens aber 1271 gründete er Rügenwalde. Er verkaufte 1277 jedoch seine Pfandrechte am Schlawer- und Rügenwalderland an die brandenburgischen Markgrafen Johann II., Otto IV. und Konrad I., nachdem er bereits um 1275 von Herzog Mestwin II. aus diesen Ländern verdrängt worden war. 
Am 13. Juni 1283 beschlossen die Städte Lübeck, Wismar, Rostock, Stralsund, Greifswald, Stettin, Demmin, Anklam zusammen mit dem Herzog Johann I. von Sachsen-Lauenburg, den mecklenburgischen Herzögen, Bogislaw IV. von Pommern und Wizlaw II. von Rügen das Rostocker Landfriedensbündnis. Dieses Bündnis war deutlich gegen Brandenburg gerichtet. 
1283 erhielt Wizlaw II. durch den deutschen König Rudolf I. von Habsburg sein Land als deutsches Lehen, die Urkunde bezog sich wahrscheinlich nur auf den festländischen Teil. Das rügisch-dänische Lehensverhältnis blieb weiter bestehen, wie die regelmäßige Teilnahme Wizlaw II. an dänischen Hoftagen und seine Nennung als Zeuge in königlich-dänischen Urkunden zeigen. Unter anderem war er bei der Untersuchung des Mordes am dänischen König Erik Klipping anwesend.
1285 bestätigte er Tribsees das Stadtrecht. 1290 erhielt die Stadt Stralsund das Recht des Heringsfangs auf Wittow und das Handelsmonopol auf der Insel Rügen, was in den nächsten Jahrhunderten die Entwicklung von Handel und Gewerbe, einschließlich des Getreidehandels erheblich behinderte. Greifswald erhielt 1288 die Saline und 1297 das Recht in Wieck an der Ryckmündung einen Hafen zu errichten. Er erweiterte die Besitzungen der im Fürstentum gelegenen Klöster Eldena und Neuenkamp. 
In einem Vertrag vom 12. März 1289 (oder 1292) mit den Markgrafen von Brandenburg verfolgte er das Ziel nach dem erwarteten Tode des Herzogs Mestwin II. Pommerellen zwischen Brandenburg und Rügen zu teilen. Das Vorhaben scheiterte wegen der Hinwendung Mestwins II. zu seinen großpolnischen Nachbarn.
Wizlaw II. war am 29. September 1302 beim Treffen des norwegischen Königs Håkon V. mit dem schwedischen König Birger, dessen Bruder, Herzog Erik, und dem dänischen Grafen Jacob von Halland anwesend. Das Treffen fand in Solberga, nördlich des heutigen Göteborg statt. Im selben Jahr, möglicherweise unmittelbar nach dem Treffen reiste Wizlaw II. nach Norwegen, wo er in Oslo mit seiner Tochter Euphemia, seiner Tochter Sofia, seinen Söhnen Wizlaw und Sambor sowie weiteren Verwandten Weihnachten feierte. Während der Feier erkrankte er und sah sich veranlasst, am 27. Dezember sein Testament zu errichten. Er starb zwei Tage später und wurde in Oslo beigesetzt.

## Gebeine Wizlaws II.
Die Grablege Wizlaws II. befand sich in der Osloer Marienkirche. Diese wurde im 16. Jahrhundert durch Brand und Plünderung zerstört. Erst 1868 wurden die Reste des Gebäudes wiederentdeckt. Bei archäologischen Ausgrabungen wurden im Bereich des Chorers drei Gräber entdeckt. In einem befand sich das Skelett eines älteren Mannes, den man wegen eines Fingerrings für einen Geistlichen hielt. Es wurde als der Prälat in die anthropologische Sammlung des Anatomischen Instituts der Universität Christiania eingereiht. Heute wird davon ausgegangen, dass es sich mit großer Wahrscheinlichkeit um die Gebeine Wizlaws II. handelt, denn dieser war der einzige in Norwegen begrabene ausländische Fürst. 
Aus Messungen der Röhrenknochenlängen wurde eine Körpergröße von 183 cm abgeleitet, zu Wizlaws II. Lebenszeit ungewöhnlich groß. Die Person war sehr muskulös, insbesondere die zum Laufen benötigte Muskulatur war wahrscheinlich stark entwickelt. Weitere Merkmale, wie Kalkablagerungen, legen die Vermutung nahe, das Wizlaw sich vor allem zu Fuß fortbewegte und nur wenig geritten ist. Spuren zweier Entzündungen an den Beinknochen sind wahrscheinlich auf stumpfe Schläge zurückzuführen, scheinen die Person jedoch kaum beeinträchtigt zu haben. Harris-Linien, die bei Röntgenaufnahmen der Schienbeine entdeckt wurden, deuten auf zwei Krankheitsperioden mit Immobilität im 15. und 16. Lebensjahr hin, über die nichts weiteres bekannt ist.
Bei den Ausgrabungen 1868 wurden außerdem Reste einer Grabplatte aus Messing gefunden, auf der noch das Gesicht eines Mannes mit Vollbart und lockigem Haar erkennbar ist. Auffallend ist die Ähnlichkeit mit einer in der Nikolaikirche in Stralsund für Albrecht Hövener angebrachten Grabplatte aus dem Jahr 1357. Ein Stück der Grabplatte zeigt die Abbildung einer Kettenrüstung, die zu dieser Zeit nur von Fürsten und Adeligen getragen wurden. 

## Nachkommen
Wizlaw II. heiratete zwischen 1263 und 1269 Agnes von Braunschweig-Lüneburg, die Tochter von Herzog Otto I., dem Kind von Braunschweig und Mathilde von Brandenburg.
Die Namen von vier Söhnen und vier Töchtern sind durch das Testament Wizlaws vom 27. Dezember 1302 bekannt:
1. Wizlaw III. von Rügen, ab 1286 Mitregent
2. Jaromar (* um 1267; † 1294), Rektor an der Stralsunder Nikolaikirche, nach 1288 bis 1294 Bischof von Cammin
3. Euphemia von Rügen[1] (* um 1280; † 1321), verheiratet mit König Håkon V. von Norwegen
4. Sambor (* um 1267; † 4. Juni 1304), ab 1302 Mitregent Wizlaw III., kam wahrscheinlich bei Kämpfen in Hinterpommern um
5. Margarete (* um 1270/71; † 1318), verheiratet 1284 mit Herzog Bogislaw IV. von Pommern-Wolgast
6. Swantepolk (* um 1273; † nach 1285)
7. Helena (* um 1271;† 9. August 1315), verheiratet mit
  1. 1288 Fürst Johann III. von Mecklenburg,
  2. 1299 Fürst Bernhard II. von Anhalt-Bernburg
8. Sophia (* um 1281; † nach 1302), nur im Testament erwähnt, lebte bei Euphemia in Norwegen